# Peter Chrenka
Peter Chrenka (* 12. června 1947) je bývalý československý basketbalista.
V československé basketbalové lize hrál 10 sezón v letech 1970-1980 za klub Lokomotiva / BC Prievidza. Nejlepším umístěním bylo dvakrát páté místo (1973, 1976). V historické střelecké tabulce basketbalové ligy Československa (od sezóny 1962/63 do 1992/93) je na 132. místě s počtem 2177 bodů. 
V roce 1974 byl oceněn jako nejlepší basketbalista Slovenska.

## Hráčská kariéra - kluby
- Československá basketbalová liga
- 1970-1980 BC Prievidza - 2x 5. místo (1973, 1976), 7. místo (1974), 3x 8. místo (1972, 1975, 1977), 9. místo (1971), 3x 10. místo (1978, 1979, 1980)
- V československé basketbalové lize celkem 10 sezón (1970-1980) a 2177 bodů (132. místo)